# Amerikanische Mafia-Kommission

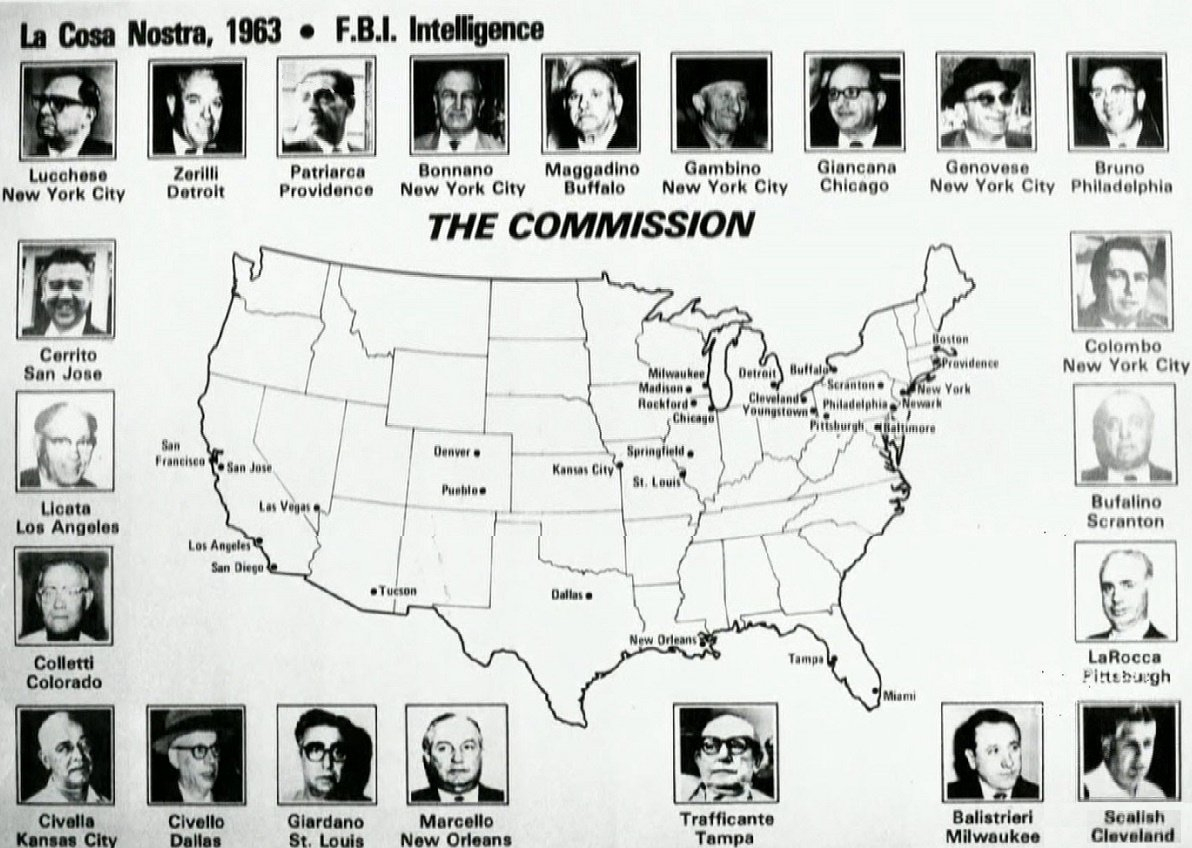
Fahndungsplakat 1963

Die amerikanische Mafia-Kommission wurde 1931 ins Leben gerufen und ist der „Dachverband“ der amerikanischen Cosa Nostra und hat den „Vorsitz“ des National Crime Syndicates inne. Die Kommission ersetzt als Zusammenschluss der Fünf Familien aus New York und dem Chicago Outfit die Funktion des Capo di tutti i capi (italienisch für: „Boss aller Bosse“). Die letzte bekannte Kommissionssitzung, die mit allen Bossen stattfand, war im November 1985.

## Geschichte

### Vor der Kommission

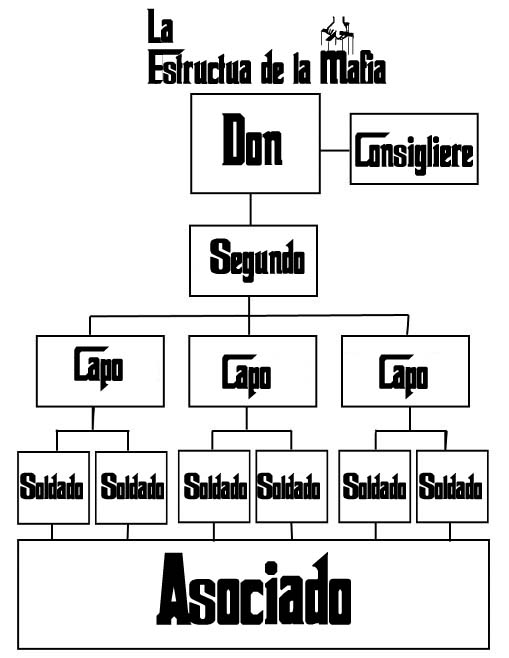

Vor der Gründung der Kommission gab es nur eine Person, den Capo di tutti i capi, der alle amerikanischen Mafia-Familien kontrollieren sollte. Diese Person hielt große Macht über alle Bosse, um Streitigkeiten und Kriege zu verhindern. Zwischen 1930 und 1931 fand in den USA ein Mafia-Krieg zwischen Joe „The Boss“ Masseria (Boss der späteren Genovese-Familie) und Salvatore Maranzano (Boss der späteren Bonanno-Familie) statt, in welchem beide um die Vorherrschaft der New Yorker Unterwelt kämpften – der sogenannte Krieg von Castellammare, der überwiegend in New York City ausgetragen wurde. Am 15. April 1931 wurde Masseria durch von Lucky Luciano beauftragte Killer ermordet.
Zwei Wochen nach dem Tod von Masseria fand ein geheimes Treffen aller Mafiagrößen von New York in der Nähe der Metropole statt. Maranzano verkündete dort seine Position als Boss aller Bosse und begann alle nationalen Gangs in Familien zu unterteilen. So entstanden auch die sogenannten „Fünf Familien“. Maranzanos angestrebte Position als dominantes Oberhaupt kam bei den anderen ranghohen Mitgliedern aber nicht gut an, wobei seine arrogante Behandlung von Untergeordneten und die Vorliebe, seine Organisation mit dem Römischen Reich zu vergleichen, weitere schlechte Befürchtungen schürten. Charles „Lucky“ Luciano und seine Verbündeten entschieden, dass Maranzano aus dem Weg geräumt werden sollte, und so wurde er am 10. September 1931 ermordet.

### Die Gründung der Kommission
Nach der Ermordung Maranzanos kamen die Oberhäupter der Familien bei einem Treffen in Chicago zusammen.
Der Zweck des Treffens war es, das sizilianische Regime vom „Boss aller Bosse“ abzuschaffen und sich künftig gemeinsam zu einigen. Die Kommission bestand fortan aus sieben Bossen – den Oberhäuptern der fünf New Yorker Familien: Lucky Luciano (Genovese-Familie), Vincent Mangano (Gambino-Familie), Tommy Gagliano (Lucchese-Familie), Joseph Bonanno (Bonanno-Familie), Joe Profaci (Colombo-Familie) sowie Chicago Outfit-Boss Al Capone und Magaddino-Boss Stefano Magaddino. Luciano wurde zum Vorsitzenden der Kommission ernannt.

### Die Macht der Kommission
Die Kommission hat die Macht, über einen neuen Familien-Boss abzustimmen, bevor dieser es offiziell werden kann. Auch Vorschläge bezüglich neuer Mitglieder müssen erst von den Oberhäuptern der fünf Familien abgesegnet werden.

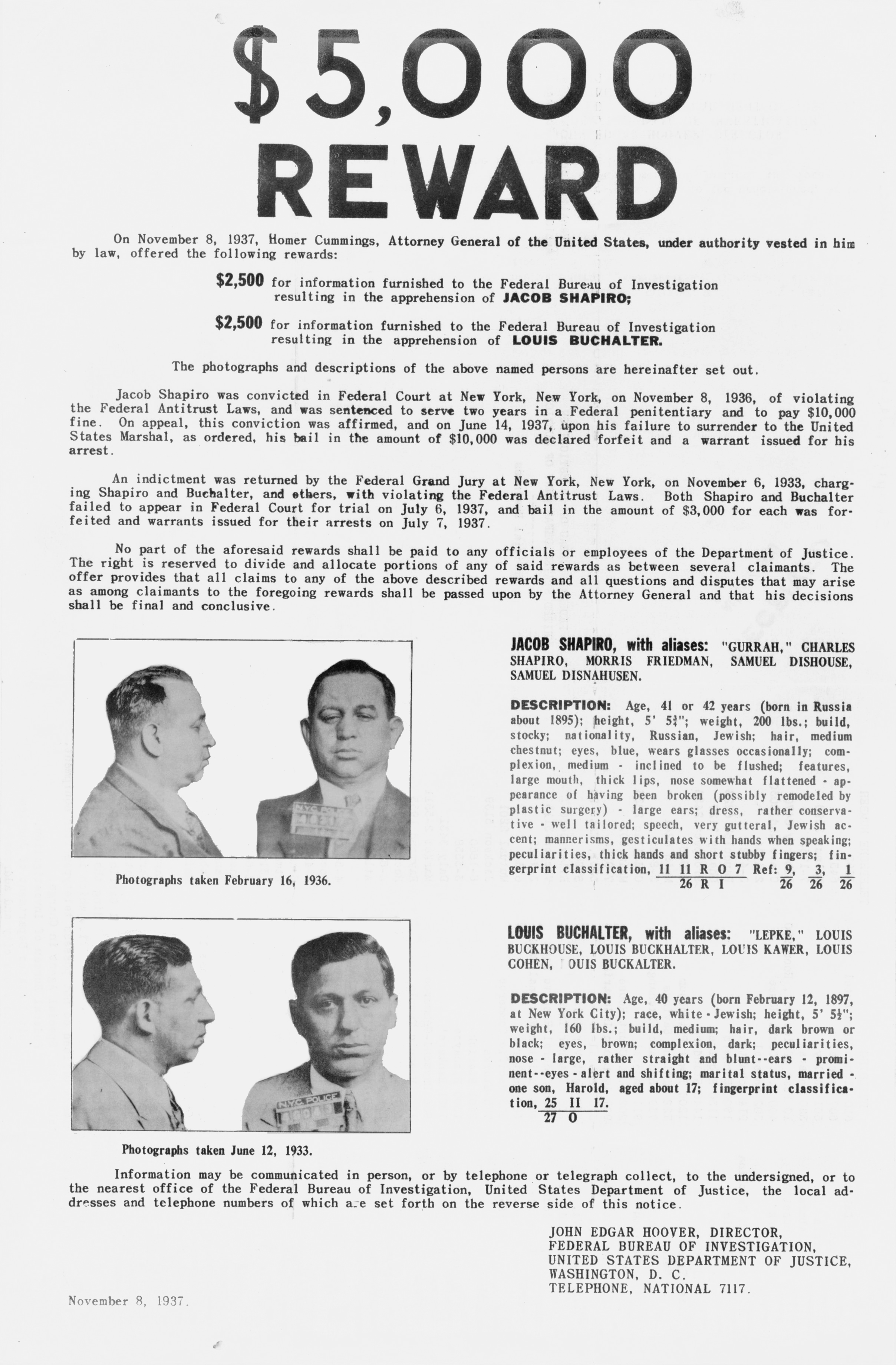
Fahndungsplakat Shapiro und Buchalter

Die Kommission gestattet auch jüdischen Gangstern bzw. Kosher Nostras wie Meyer Lansky, Bugsy Siegel, Louis „Lepke“ Buchalter, Dutch Schultz, und Abner „Longie“ Zwillman die gemeinsame Zusammenarbeit und Sitz im National Crime Syndicate. 1935 verlangte Dutch Schultz die Befugnis der Kommission, Staatsanwalt Thomas E. Dewey zu ermorden. Stattdessen räumte die Kommission am 23. Oktober 1935 Dutch Schultz aus dem Weg. Die Kommission nutzte die von Louis Buchalter geleitete Murder, Inc., welche hauptsächlich gegründet wurde, um die Interessen der Kommission abzusichern, auszuweiten und Feinde aus neu emporkommenden Clans auszuschalten. Im Jahr 1936 wurde Luciano inhaftiert; die Bosse Vincent Mangano, Joseph Profaci, Joseph Bonanno, Tommy Gagliano und Stefano Magaddino leiteten weiterhin die Familien-Geschäfte durch die Kommission. Vincent Mangano wurde zum neuen Vorsitzenden und Joseph Profaci zum Sekretär der Kommission gewählt.
Im Jahr 1946 wurde durch Luciano die sogenannte Havanna-Konferenz einberufen, in welcher über die Zukunft der amerikanischen Mafia diskutiert wurde. Beschlossen wurde in dieser Konferenz, dass Luciano die Kommission fortan wieder führen sollte, dass die amerikanische Mafia aktiv in den Drogenhandel einsteigt, und zuletzt wurde die Ermordung von Bugsy Siegel beschlossen, der angeblich heimlich Gelder aus dem Bau des Flamingo Hotels in Las Vegas gestohlen hatte. 1957 entschied die Kommission beim Apalachin-Meeting, dass zwei weitere Bosse, Angelo Bruno von der Bruno-Familie (Philadelphia Crime Family) und Joseph Zerilli von der Zerilli-Familie (Detroit Partnership), je einen Sitz in der nationalen Kommission erhalten. Auch Jack Dragna, Oberhaupt der Dragna-Familie (Los Angeles Crime Family), sollte nach 25 Jahren der Kommission beitreten. Seit Dragnas Tod im Jahr 1956 ist die Dragna-Familie in Los Angeles durch das Chicago Outfit vertreten.

### Die Kommission heute
Die Kommission besteht nach wie vor, obwohl sie aktuell nur aus den Bossen der fünf Familien und des Chicago Outfits zusammengesetzt ist. Seit dem Mord an Paul Castellano im Jahr 1985 haben die Bosse der fünf Familien aufgrund der erhöhten Strafverfolgung nie wieder gemeinsam an einem Treffen teilgenommen. Die Kommission trifft sich seither nicht mehr im ganzen, doch nach wie vor müssen größere Veränderungen durch sie genehmigt werden. Kleinere Sitzungen unter Teilnahme von zwei oder drei Bossen gibt es noch immer. Im Jahr 2000 wurden die fünf Familien durch drei Bosse, einen Consigliere (Berater) und ein Mitglied des Gremiums der Genovese-Familie vertreten. Anstelle eines Treffens aller Bosse versucht man heute über Unterbosse und Capos (Captains) heimlich die Geschäfte zu leiten.

## Historische Führung

### Vorsitzende der Kommission
| Zeitraum  | Name | Amt | Lebenszeit | Todesursache | Anmerkung | Bild |
| --------- | --- | --- | --- | --- | --- | --- |
| 1931–1936 | Charles „Lucky“ Luciano (Salvatore Lucania) | | 1897–1962 | Herzinfarkt | 1936–1946 inhaftiert / 1946 ausgewiesen | |
| 1936–1951 | Vincent „The Executioner“ Mangano | Sprecher der konservativen Fraktion | 1888–1951 | wurde offenbar Opfer einer Lupara bianca | verschwand im April 1951 | |
| 1951–1957 | Frank „the Prime Minister“ Costello Joseph „Joe Bananas“ Bonanno | liberale Fraktion konservative Fraktion | 1891–1973 1905–2002 | Herzinfarkt natürlicher Tod | durch Vito Genovese verdrängt | |
| 1957–1959 | Vito „Don Vitone“ Genovese | liberale Fraktion | 1897–1969 | Herzinfarkt | 1959–1969 inhaftiert | |
| 1959–1976 | Carlo „The Godfather“ Gambino | liberale Fraktion | 1902–1976 | natürlicher Tod | | |
| 1976–1985 | Constantino „Big Paul“ Castellano | | 1915–1985 | am 16. Dez. 1985 erschossen | Auftraggeber: John Gotti | |
| 1985–     | Nach dem Mafia Commission Trial wurde entschieden, dass es keinen Vorsitzenden mehr geben und die Kommission sich nicht mehr als Gruppe treffen würde. Fortan sollten künftig Boten den anderen Oberhäuptern Nachrichten überbringen. | Nach dem Mafia Commission Trial wurde entschieden, dass es keinen Vorsitzenden mehr geben und die Kommission sich nicht mehr als Gruppe treffen würde. Fortan sollten künftig Boten den anderen Oberhäuptern Nachrichten überbringen. | Nach dem Mafia Commission Trial wurde entschieden, dass es keinen Vorsitzenden mehr geben und die Kommission sich nicht mehr als Gruppe treffen würde. Fortan sollten künftig Boten den anderen Oberhäuptern Nachrichten überbringen. | Nach dem Mafia Commission Trial wurde entschieden, dass es keinen Vorsitzenden mehr geben und die Kommission sich nicht mehr als Gruppe treffen würde. Fortan sollten künftig Boten den anderen Oberhäuptern Nachrichten überbringen. | Nach dem Mafia Commission Trial wurde entschieden, dass es keinen Vorsitzenden mehr geben und die Kommission sich nicht mehr als Gruppe treffen würde. Fortan sollten künftig Boten den anderen Oberhäuptern Nachrichten überbringen. | Nach dem Mafia Commission Trial wurde entschieden, dass es keinen Vorsitzenden mehr geben und die Kommission sich nicht mehr als Gruppe treffen würde. Fortan sollten künftig Boten den anderen Oberhäuptern Nachrichten überbringen. |
| 1986–1992 | John „Dapper Don“ Gotti | inoffizieller Vorsitzender | 1940–2002 | Kehlkopfkrebs | 1992–2002 inhaftiert | |
| 1992–1997 | Vincent „Chin“ Gigante | inoffizieller Vorsitzender | 1928–2005 | natürlicher Tod | 1997–2005 inhaftiert | |
| 2000–2003 | Joseph „Big Joey“ Charles Massino | inoffizieller Vorsitzender | 1943–2023 | | 2003–2013 inhaftiert / wurde 2004 Informant | |

### Familien mit Sitz in der Kommission
- Genovese (1931–heute)[14]
- Gambino (1931–heute)[14]
- Lucchese (1931–heute)[14]
- Chicago Outfit (1931–heute), oft auch vertreten durch die Genovese-Familie[14]
- Bonanno (1931–1970er;[14] 1990er–heute)
- Colombo (1931–1990er;[14] 2000er–heute)

Familien, vertreten durch die Genovese-Familie
- Buffalo: Magaddino-Familie (The Arm) – hielt einen Sitz von 1931 bis 1974[14]
- Philadelphia: Bruno-Familie – hielt einen Sitz von 1961 bis 1980[1][14]
- Detroit: Zerilli-Familie (Detroit Partnership) – hielt einen Sitz von 1961 bis 1977[14]
- New Jersey: DeCavalcante-Familie[14]
- New England: Patriarca-Familie[14]
- Pittsburgh: LaRocca-Familie[1][14]
- Cleveland: Licavoli-Familie (Mayfield Road Mob)[1][14]
- New Orleans: Marcello-Familie (nicht mehr existent)[14]

Familien, vertreten durch das Chicago Outfit
- Milwaukee: Balistrieri-Familie[1][14]
- Kansas City: Civella-Familie[14]
- St. Louis: Giordano-Familie[14]
- Tampa: Trafficante-Familie[14]
- Los Angeles: Dragna-Familie[1][14]
- San Francisco: Lanza-Familie (aufgelöst)[1]
- San Jose: Cerrito-Familie (aufgelöst)[1]

## Filme und Dokumentationen
- 2014: Die Gründung der amerikanischen Mafia-Kommission wurde in der Serie Boardwalk Empire (Staffel 6, Folge 8) verfilmt.
- 1991: Die wahren Bosse – Ein teuflisches Imperium, Film über den Krieg von Castellammare, der Gründung der Fünf Familien und des National Crime Syndicate, bzw. der amerikanischen Mafia-Kommission